# Film armeni proposti per l'Oscar al miglior film straniero
Nel corso degli anni, nessun film armeno è stato candidato al Premio Oscar nella categoria miglior film straniero.
| Anno | Film                                                            | Lingua                         | Regia                                | Risultato     |
| ---- | --------------------------------------------------------------- | ------------------------------ | ------------------------------------ | ------------- |
| 2002 | Symphony of Silence (Լռության Սիմֆոնիա, Lrutyan Simfonia)       | Armeno                         | Vigen Chaldranyan                    | Non candidato |
| 2004 | Vodka Lemon                                                     | Curdo, Armeno, Russo, Francese | Hiner Saleem                         | Non candidato |
| 2010 | Autumn of the Magician (Հրաշագործի աշունը, Hrashagortsi ashune) | Italiano                       | Ruben Gevorkyants e Vahe Gevorkyants | Non candidato |
| 2013 | If Only Everyone (Եթե բոլորը, Ete bolore)                       | Armeno                         | Nataliya Belyauskene                 | Non candidato |
| 2017 | Zemletryasenie (երկրաշարժ)                                      | Armeno                         | Sarik Andreasyan                     | Squalificato  |
| 2018 | Yeva (Եվա)                                                      | Armeno                         | Anahit Abad                          | Non candidato |
| 2019 | Spitak (ՍՊԻՏԱԿ)                                                 | Armeno                         | Alexander Kott                       | Non candidato |
| 2020 | Lengthy Night (Էրկեն Կիշեր)                                     | Armeno                         | Edgar Baghdasaryan                   | Non candidato |
| 2021 | Songs of Solomon (Սողոմոնի երգերը)                              | Armeno                         | Arman Nshanyan                       | TBD           |

| Non candidato | Il film è stato proposto dall'Armenia, ma non è stato candidato dall'Academy of Motion Picture Arts and Sciences. |
| Short-list    | Il film è entrato nella "short-list" stilata a gennaio dei nove candidati per l'Oscar al miglior film straniero.  |
| Candidato     | Il film è entrato a far parte dei cinque candidati per l'Oscar al miglior film straniero.                         |
| Vincitore     | Il film ha vinto l'Oscar al miglior film straniero.                                                               |